# Inuit

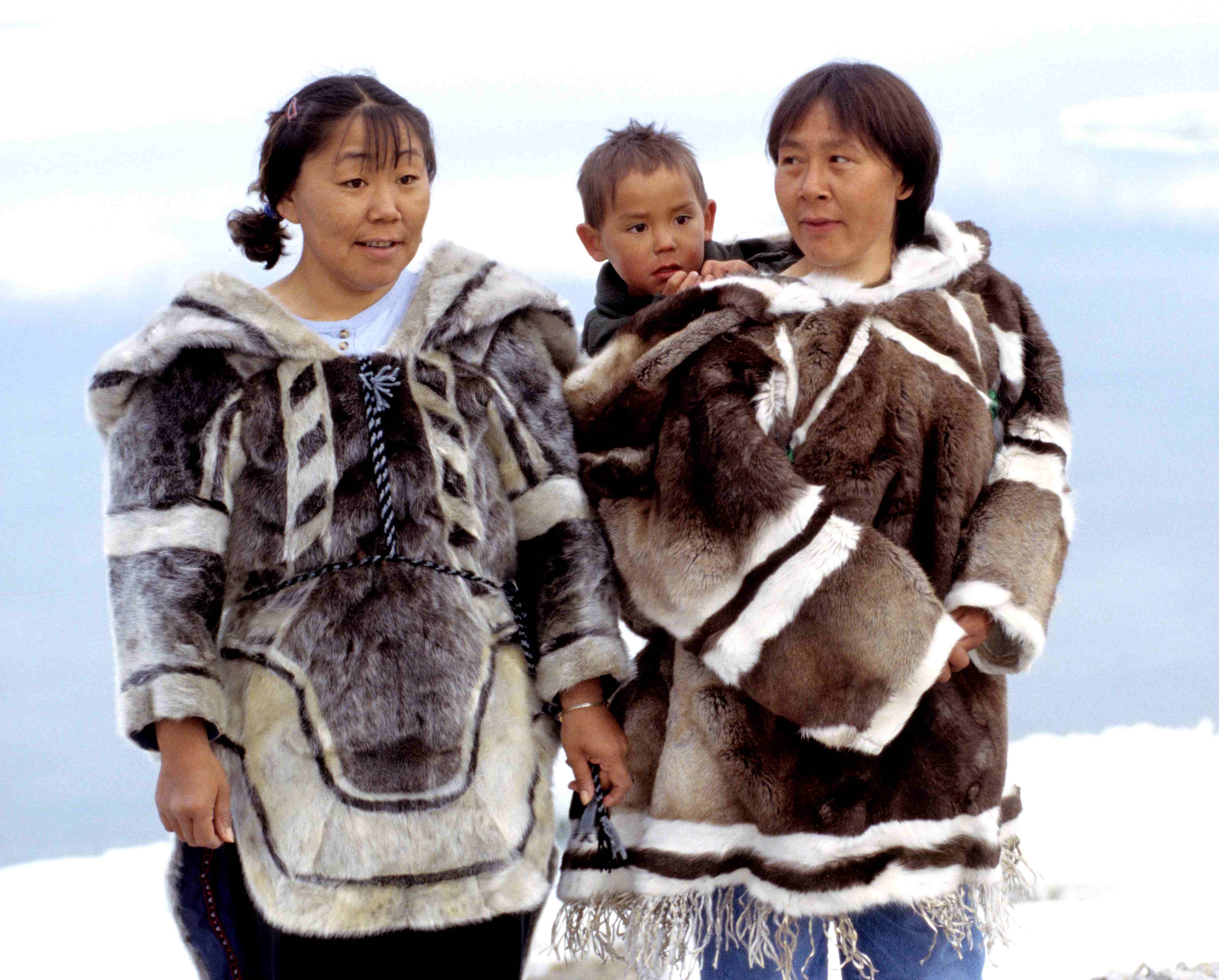
Iglulik-Inuit-Frauen und -Kind in traditioneller Kleidung (1999)

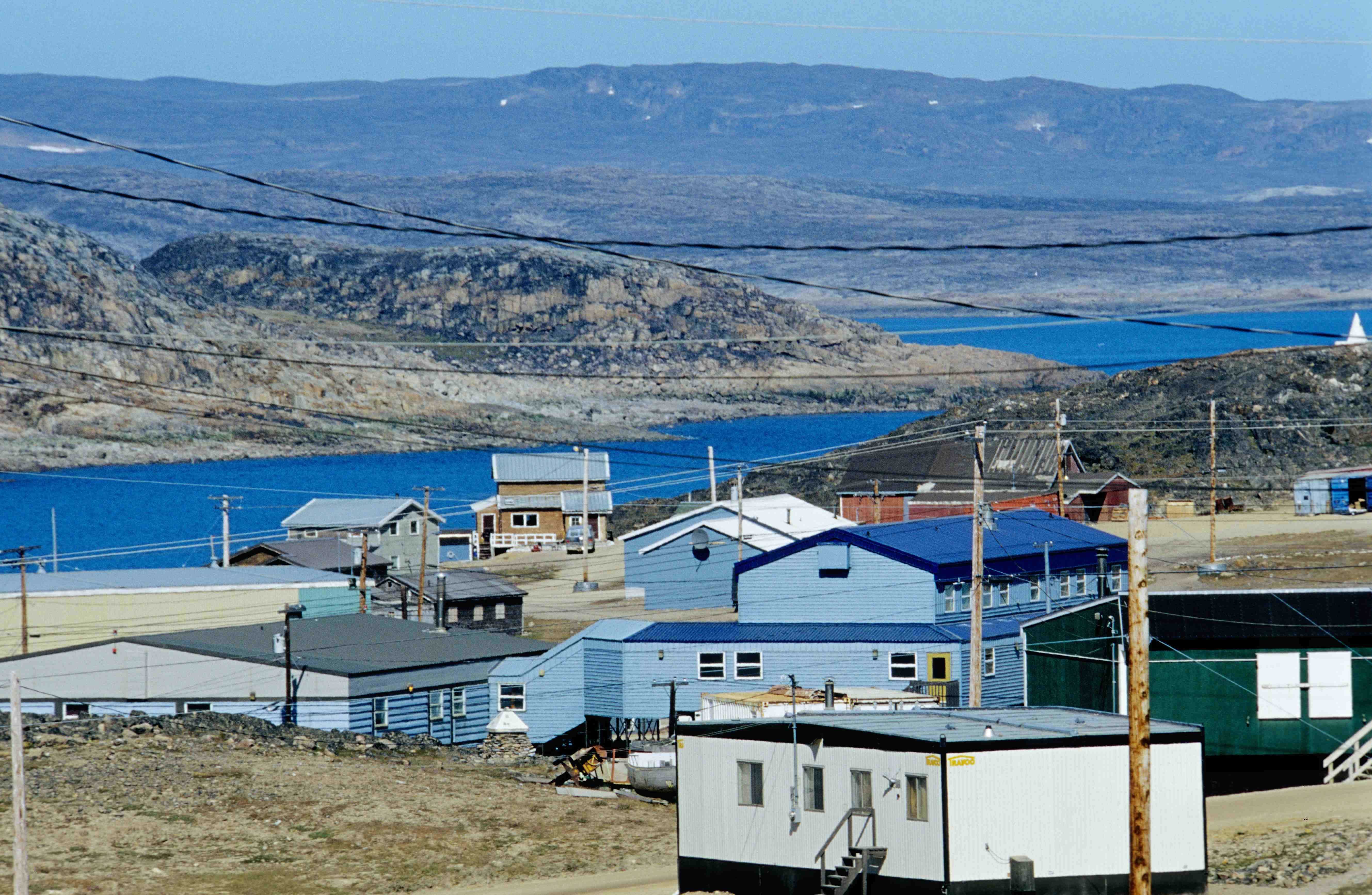
Kinngait, Inuit-Siedlung in Nunavut

Als Inuit (Einzahl: Inuk) bezeichnen sich die indigenen Volksgruppen, die im arktischen Zentral- und Nordostkanada sowie auf Grönland leben. Die Bezeichnung Eskimo wird als Oberbegriff benutzt, der auch die verwandten arktischen Volksgruppen der Iñupiat (in Nordalaska) und Yupik (beiderseits der Beringstraße) umfasst (jedoch nicht die entfernter verwandten Aleuten). Inuit ist deshalb kein Ersatz für den Terminus Eskimo und ist auch nicht im Wortschatz aller um den Nordpol lebenden Volksgruppen enthalten.
Inuit oder Inuit-Inupiaq wird auch die östliche Sprachgruppe der Eskimosprachen genannt, die von Nordwest-Alaska bis Grönland reicht und die in fünf Dialektgruppen unterteilt wird.

## Begriffsgeschichte

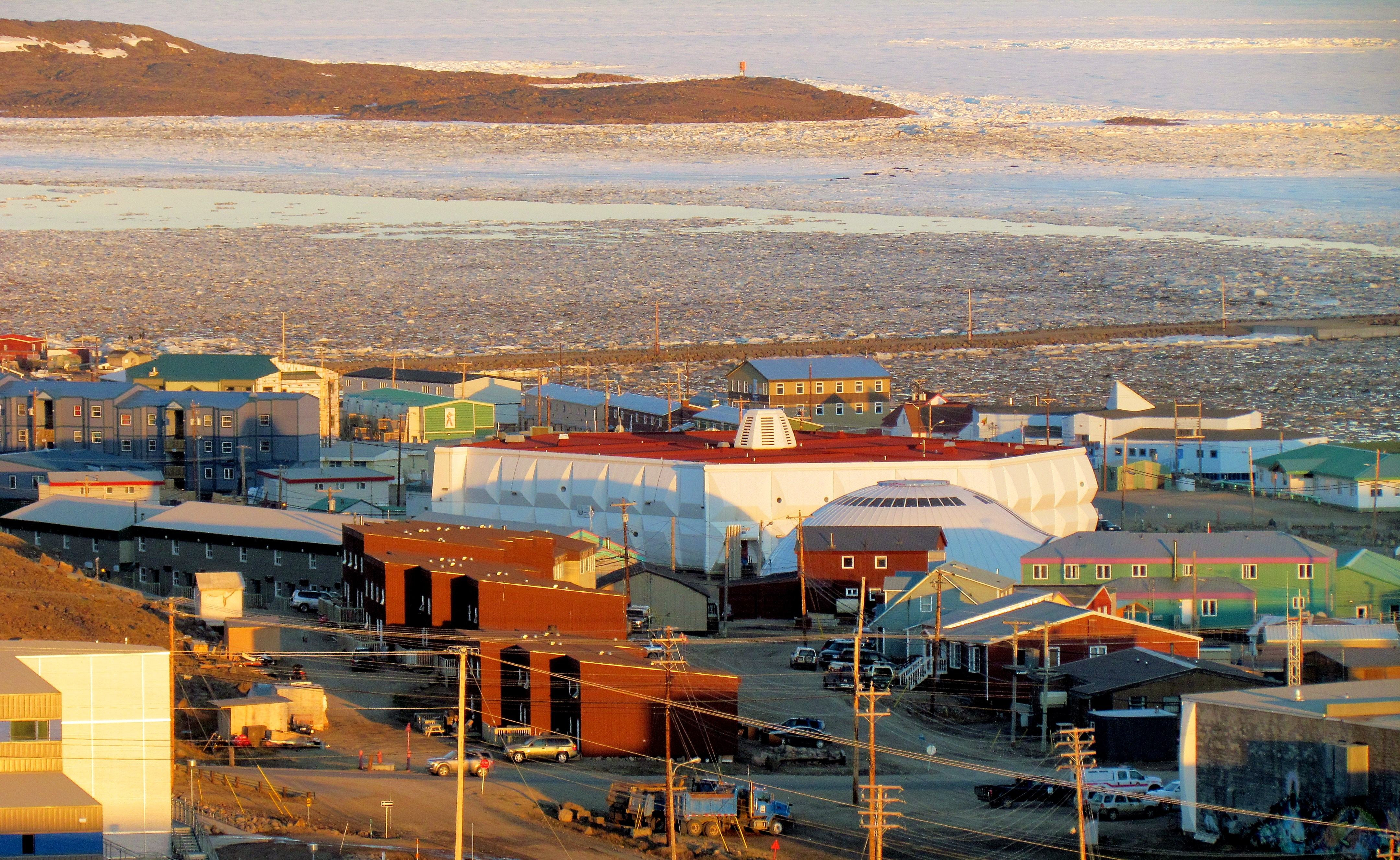
Iqaluit (2011)

Inuit ist Inuktitut und bedeutet „Menschen“; die Einzahl lautet Inuk („Mensch“), zwei Menschen (Dual) sind Inuuk. Die Bezeichnung Eskimo ist eine ursprünglich von den Ayisiniwok und Algonkin verwendete Sammelbezeichnung für die mit ihnen nicht verwandten Völker im nördlichen Polargebiet. Das Wort soll sich nach Auffassung von Ives Goddard (* 1941), einem Linguisten an der Smithsonian Institution, etymologisch aus dem Ayisiniwok-Wort aayaskimeew = ‚Schneeschuhflechter‘ (englisch: snowshoe netters) herleiten.
Da der Begriff Eskimo keine Eigen-, sondern eine Fremdbezeichnung ist, wird er manchmal als abwertend empfunden. Es gibt daher Bestrebungen, ihn generell durch Inuit zu ersetzen; die Verwendung des Begriffs Eskimo ist rückläufig, Inuit jedoch nicht gleichbedeutend und somit kein Synonym. Daher hat sich Inuit als alternative Vokabel im nordwestlichen Kanada, in Alaska und auf der Tschuktschen-Halbinsel bislang nicht durchgesetzt: Die dort lebenden Volksgruppen haben die Vokabel nicht in ihrem Wortschatz; sie bezeichnen sich zwar ebenfalls als ‚Mensch(en)‘, doch je nach Sprachgruppe mit den Wörtern Inupiat, Sugpiaq und Yupik. Die Inupiat halten beispielsweise die Bezeichnung Eskimo keineswegs für herabsetzend. Bei den im mittleren Norden und im Nordosten Kanadas lebenden Inuit sind die Auffassungen in dieser Frage dagegen unterschiedlich: Während die einen die Bezeichnung Eskimo als politisch inkorrekt einstufen und sich ausschließlich als ‚Mensch(en)‘ (Inuk/Inuit) bezeichnet sehen möchten, nennt sich die in Inuit-Besitz befindliche, international durch den Vertrieb von Inuit-Kunst bekannte Kooperative von Kinngait im Territorium Nunavut seit ihrer Gründung unverändert West Baffin Eskimo Cooperative (WBEC).

## Herkunft der Inuit
Als sicher gilt heute, dass Paläo-Eskimos etwa 3000 v. Chr. (lange nach der letzten, etwa 10.000 v. Chr. endenden Eiszeit) von Asien aus über die Beringstraße nach Alaska (Nordamerika) einwanderten. Sie sind nach einhelliger archäologischer Auffassung mindestens 12.000 Jahre später als die ersten paläoindianischen Gruppen auf den amerikanischen Kontinent gelangt.
Gegen 2500 v. Chr. (das Klima der Arktis war damals wärmer als heute) wanderte ein Teil der Paläo-Eskimos von Alaska bis nach Grönland. In dieser Zeit entwickelte sich die Prä-Dorset-Kultur (mit den Independence-Kulturen I und II sowie der Saqqaq-Kultur). Später – etwa 500 v. Chr. bis 1000 n. Chr. – folgte dann die Dorset-Kultur (benannt nach der Südbaffin-Siedlung Cape Dorset, heute Kinngait, in deren Nähe archäologische Fundstücke entdeckt wurden).
Parallel dazu entwickelte sich 2000 v. Chr. bis 1000 n. Chr. im durch pazifischen Einfluss wärmeren Alaska die Neo-Eskimo-Kultur.
Etwa 1000 n. Chr. erfolgte bei wärmerem Klima als heute eine neuerliche Wanderung von Alaska-Eskimos über Nordkanada bis Grönland. Dabei handelte es sich um Träger der Neo-Eskimo-Kultur, welche weiter entwickelt und den Dorset-Eskimos in vielen Bereichen deutlich überlegen waren. In verhältnismäßig kurzer Zeit wurde die Dorset-Kultur verdrängt, teilweise vermischten sie sich vermutlich. Die neu entstandene Kultur wird nach Fundstücken nahe der nordgrönländischen Siedlung Thule als Thule-Kultur bezeichnet. Die Zeitspanne der Thule-Kultur umfasst etwa 800 Jahre (1000 bis etwa 1800, also bis gegen Ende der von etwa 1550 bis 1850 dauernden Kleinen Eiszeit). Die Thule-Eskimos sind die direkten Vorfahren der heutigen Inuit. Zeitlich bestehen fließende Übergänge: Der Zeitraum von 1500 bis 1900 wird als Inuit-Frühgeschichte aufgefasst; als Historische Periode der Inuit bezeichnet man die Zeit seit 1800.

## Traditionelle Lebensweise
Die Inuit-Kultur ist – in abgelegenen Siedlungen zum Teil bis heute – eine relativ einheitliche Jagdkultur, die bis Mitte des 20. Jahrhunderts vor allem auf dem Jagen von Meeressäugern (Robben, Walrosse, Wale), aber auch von Landtieren (Karibus, Eisbären) basierte. Wichtigste Jagdwaffe war die Harpune, doch wandten die Inuit und ihnen verwandte Völkerschaften auch Pfeil und Bogen an. Außer der Jagd betrieben sie Fischfang und sammelten Früchte. Eine nomadische Lebensweise, die durch das Verfolgen jagdbarer Tiere in wildarmen Zeiten begründet war, hatten nur die Karibu-Inuit, die im Inland des früheren Keewatin-Distriktes lebten. Die Inuit der Küstenregionen waren halbsesshaft.
Die Sozialstruktur der traditionellen Inuit-Gesellschaft war weitgehend egalitär, das heißt jeder Mensch hatte prinzipiell die gleichen Zugangsmöglichkeiten zu den Ressourcen und es gab nur sehr geringe Rangunterschiede. Kam es zu ernsteren Streitigkeiten, wurden diese häufig durch öffentlichen Spott (im Rahmen einer bestimmten Etikette) geahndet. Darüber hinaus gab es öffentliche Faustkämpfe oder Gesangsduelle (die überdies als gesellschaftliche Ereignisse wahrgenommen wurden), während etwa die Todesstrafe oder gar die Spaltung der Gruppe nur in extremen Fällen von der Gemeinschaft verfügt wurde.
Zur Fortbewegung auf dem Wasser nutzten sie den Kajak oder den vielsitzigen Umiak (Frauenboot); auf dem Land und dem Meereis diente ihnen im Winter der von Schlittenhunden gezogene Qamutik (Schlitten) als Transportmittel. Im Sommer wurden die Hunde als Tragetiere benutzt.

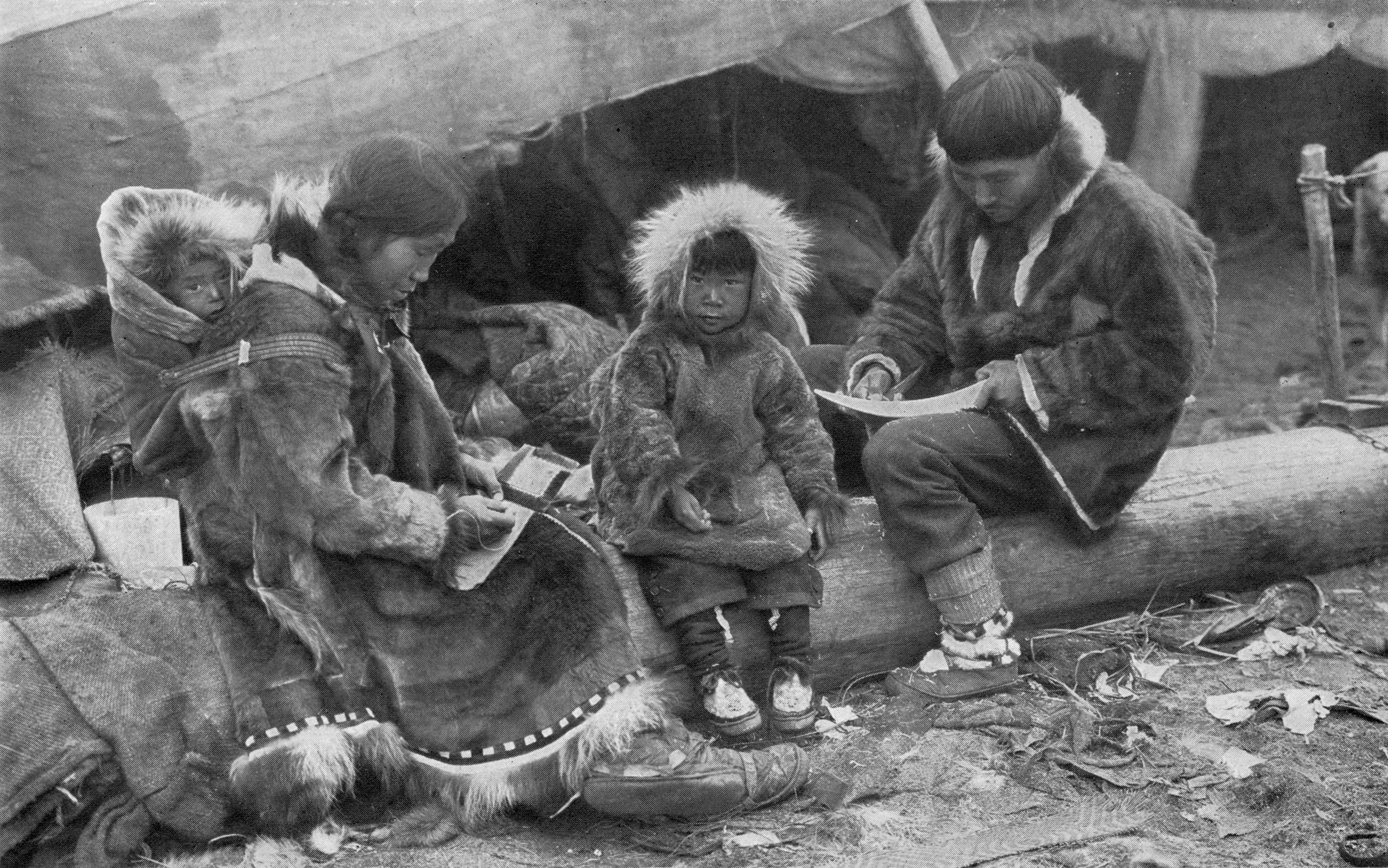
Inupiat-Familie (1917)

Die meisten Inuit lebten als Familiengruppen in Camps – während des Winters im Qarmaq (Plural: Qarmait), einer Behausung, die je nach Region und verfügbarem Material aus Stein, Gras- und Erdsoden, niedrigem Gestrüpp, gelegentlichem Treibholz und Walknochen erbaut und mit Schnee abgedichtet wurden. Schneehäuser (Iglus) dienten in der Regel nicht als permanente Winterunterkünfte, sondern wurden auf Reisen angelegt. Im Sommer lebte man im luftdurchlässigeren Zelt (Tupiq), das aus Fellen mit Walknochenstangen errichtet wurde. Elemente polarer Kultur waren im Übrigen u. a. das Langhaus und die mit Öl aus dem Speck von Meeressäugern betriebene Serpentin-Öllampe (Qulliq).

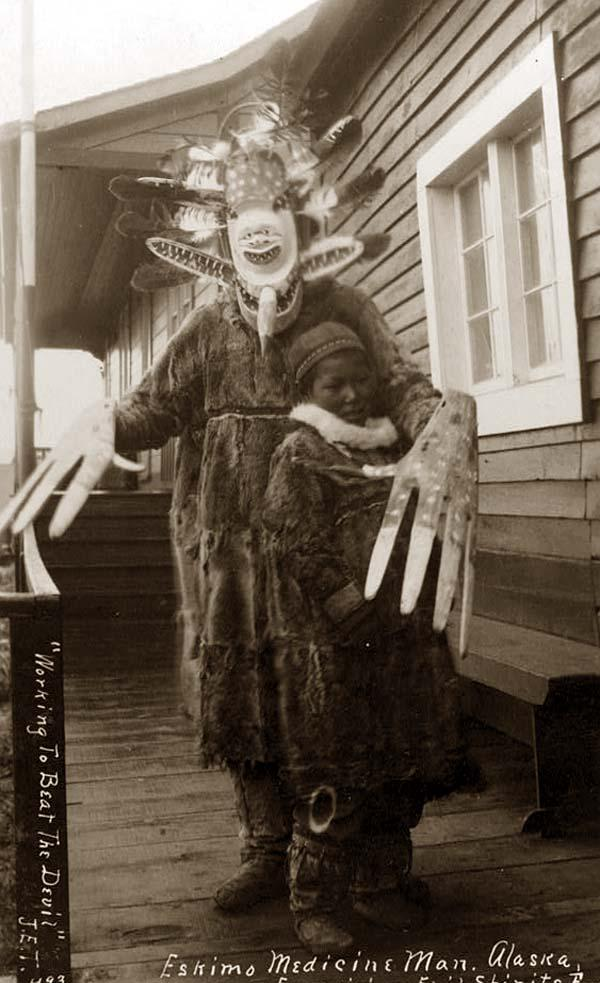
Schamanistischer Heiler in Alaska (um 1900)

Die ursprüngliche Religion war ausgesprochen animistisch, das heißt, auch alle Tiere, Pflanzen, leblose Dinge und sogar Begriffe galten als mit einer menschenähnlichen Seele ausgestattet. Die ganze Welt galt als mit verschiedenen Geistwesen bevölkert, über denen es einige gottähnliche Gestalten gab. Als Mittler zwischen den Welten spielte der Schamane eine wichtige Rolle. Die Glaubensvorstellungen der Inuit stimmen weitgehend mit den Religionen anderer Eskimovölker überein.

## Kulturelle Umwälzungen
Über das Zusammentreffen der Inuit-Kultur mit der Kultur der Weißen wird im Zusammenhang mit der zunehmenden Emanzipation der Inuit viel geschrieben, und das durchaus nicht immer frei von Ideologie. Häufig werden geschichtliche Zusammenhänge auch verkürzt dargestellt, um etwa ein einzelnes Faktum hervorzuheben, worunter zwangsläufig die Gesamtschau leidet.

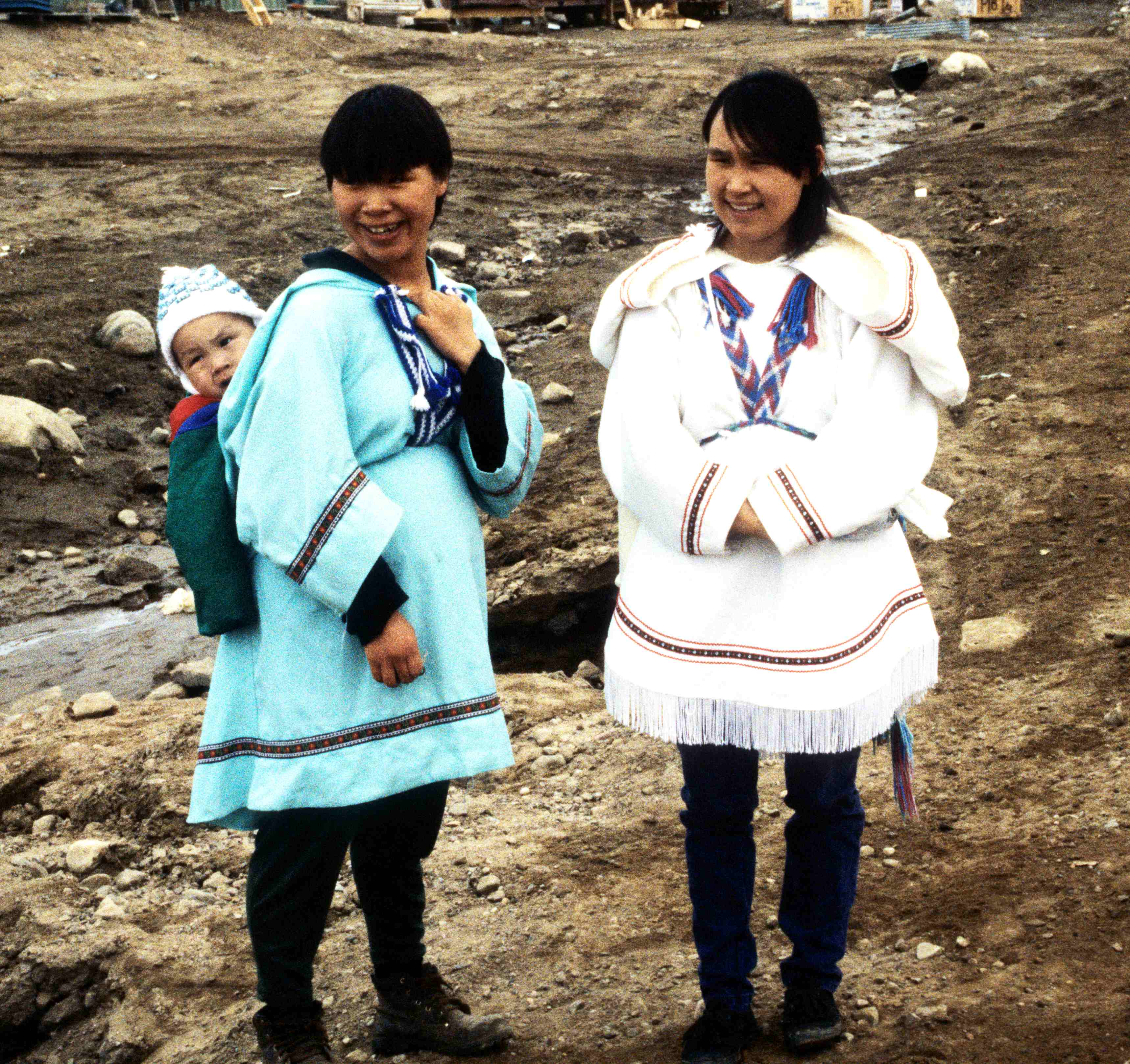
Zwei Inuit-Mütter im Amauti (Frauen-Parka mit Kapuze), Pond Inlet (1995)

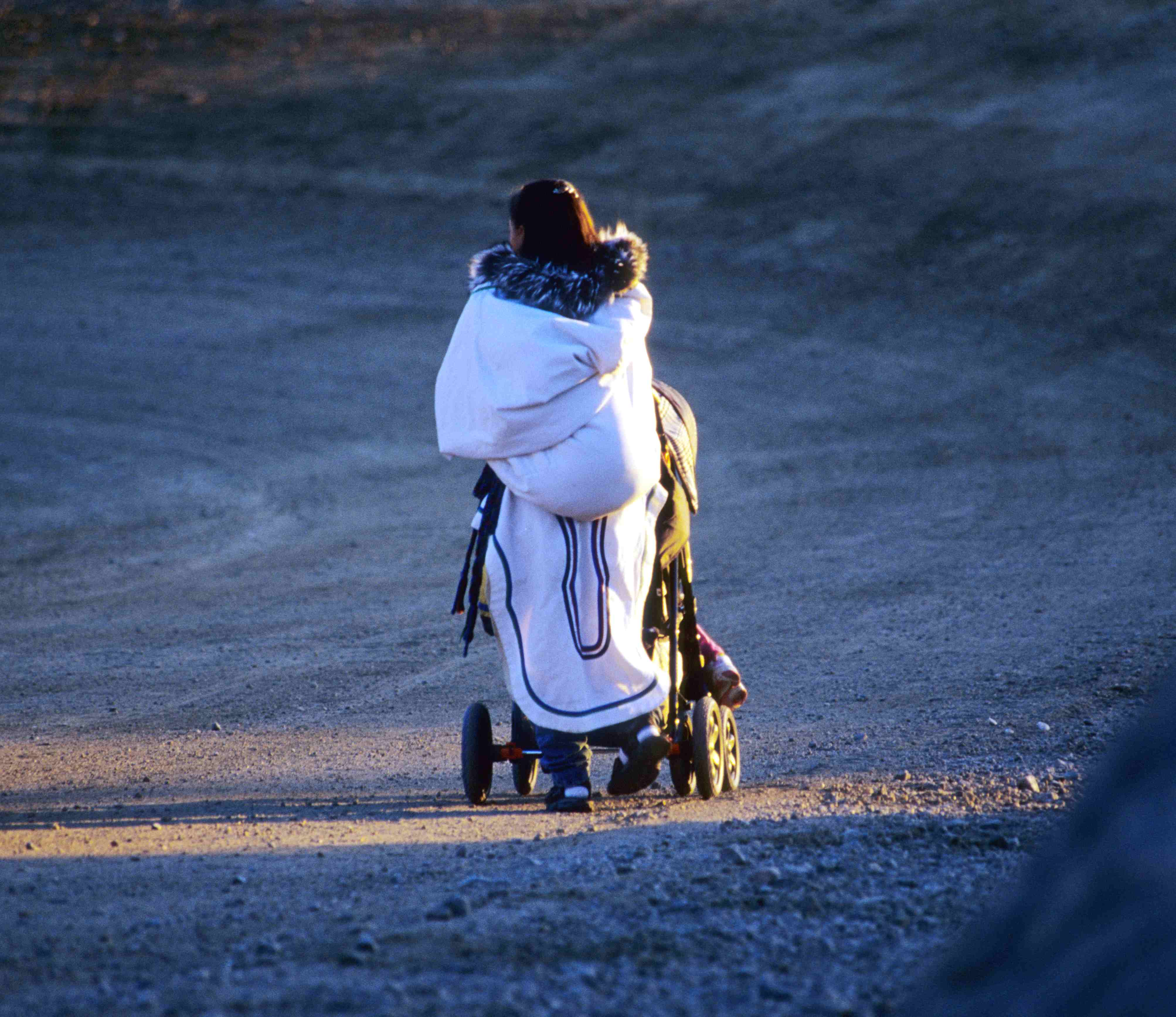
Mutter im Amauti mit Kinderwagen, Kinngait (2002)

Seit dem Zweiten Weltkrieg unterliegt die Inuit-Kultur starken Umwälzungen: Das Nomadenleben ist seit Ende der 1960er Jahre vorbei, und die Inuit bewohnen nun im Süden Kanadas vorgefertigte Siedlungshäuser.

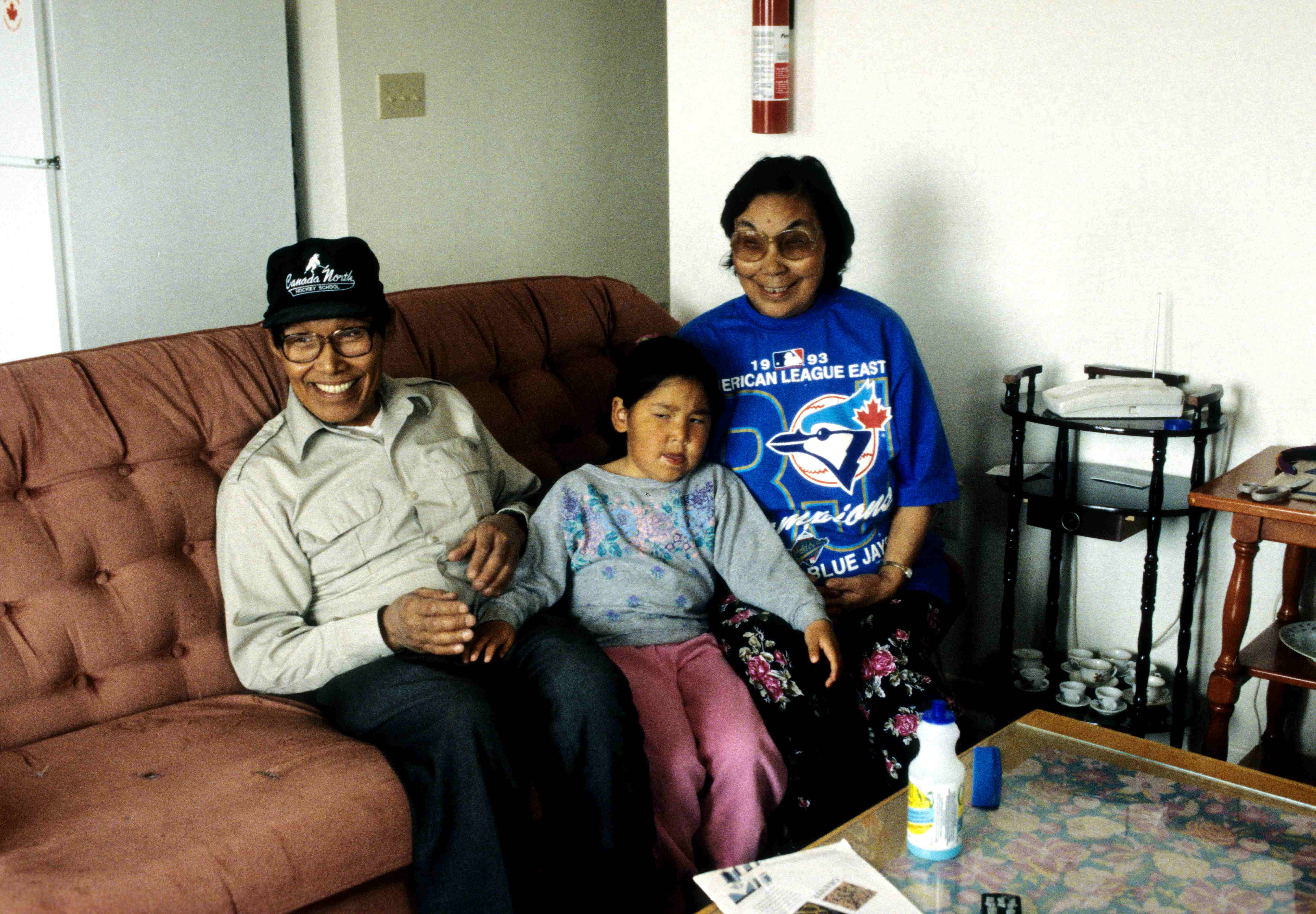
Inuit-Familie zu Hause, Pond Inlet (1995)

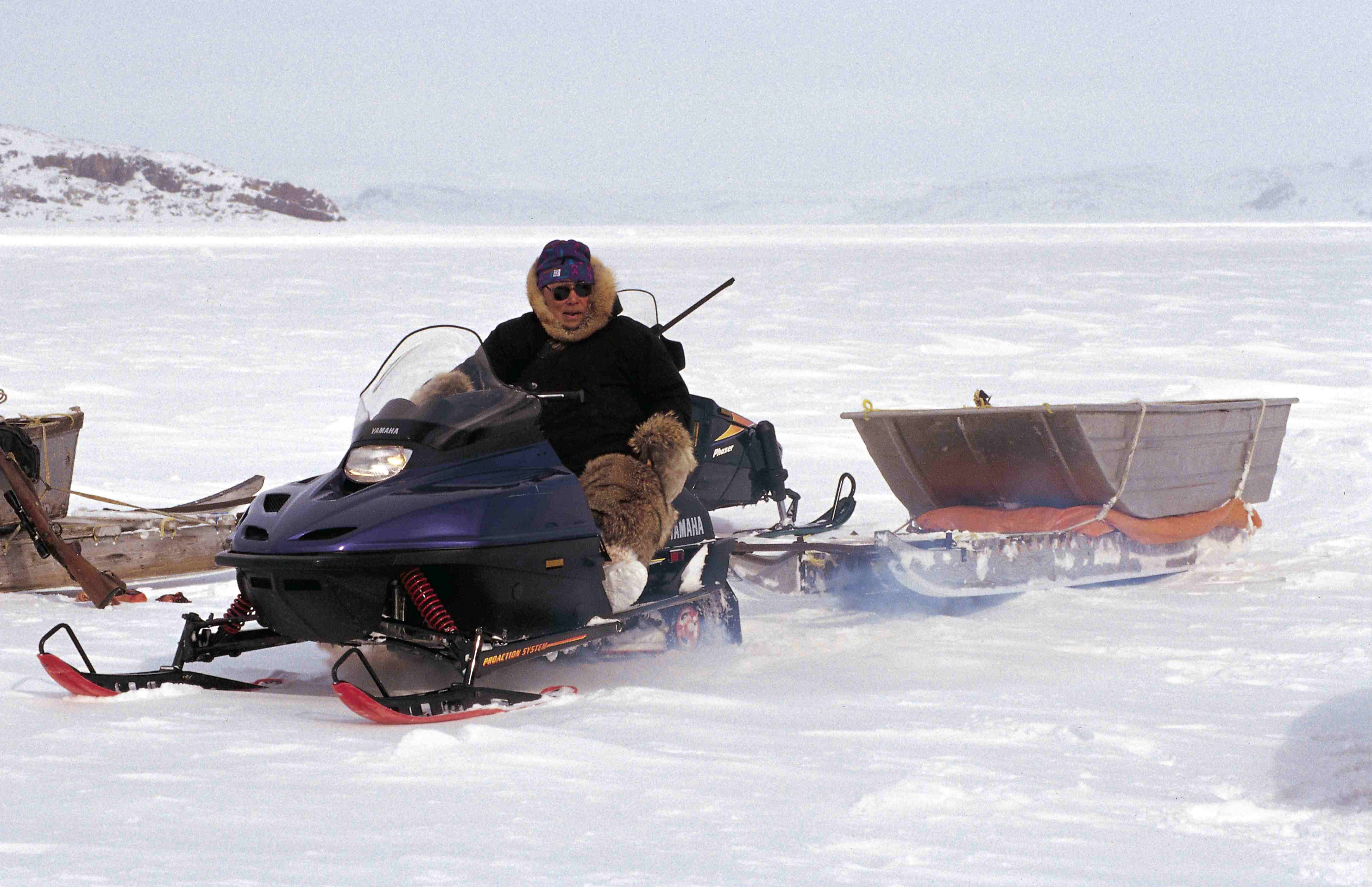
Robbenjäger nahe Kinngait (1999)

Schlittenhunde (anders als in Nord-Grönland heute in Nunavut eher ein Luxus) wurden durch Schneemobile, Kajak und Umiak durch fabrikgefertigte Kanus mit Außenbordmotoren abgelöst, und Sommerreisen werden nicht mehr zu Fuß, sondern mit dem ATV (All-Terrain Vehicle, Quad) unternommen. Die Jagd auf Grönlandwale findet aufgrund internationaler Schutzmaßnahmen nur noch sporadisch nach strengen staatlichen, auf einer Übereinkunft beruhenden Regeln zur Aufrechterhaltung von Tradition statt (Nunavut: fünf Grönlandwale innerhalb von zehn Jahren). Traditioneller Handel mit Robben- und Fuchsfellen sowie mit Handarbeiten aus Walross- und Narwal-Elfenbein sind infolge Boykotts durch viele Staaten (aus Tierschutzgründen) praktisch zum Erliegen gekommen. Durch die Etablierung der Grönländischen Kajakmeisterschaften werden seit 1986 die traditionellen Techniken zur Herstellung und Nutzung von Kajaks – nun zu sportlichen Zwecken – gepflegt sowie die Seilgymnastik der Inuit.
Dafür sind jedoch seit der zweiten Hälfte der 1950er Jahre Inuit-Kunst und Inuit-Kunsthandwerk wichtige Quellen der Wertschöpfung geworden. Serpentin- und Marmorskulpturen, Kunstgrafik, Wandbehänge und -teppiche, Schmuck, Keramiken und Puppen geben heute einer großen Zahl von Inuit-Künstlern und -Künstlerinnen aller Generationen neben Jagen und Fischen eine wesentliche Lebensgrundlage.

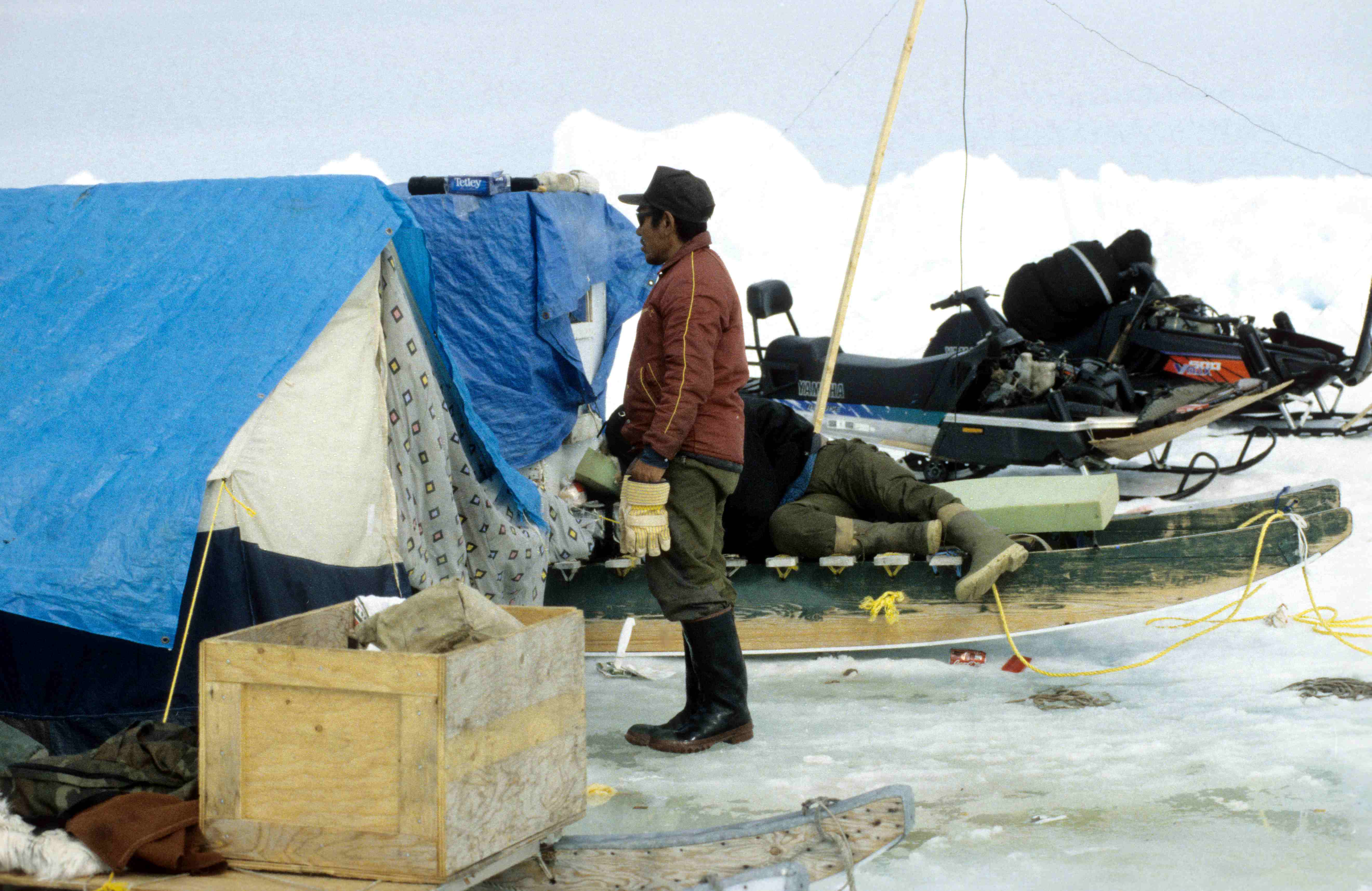
Camp von Inuit-Jägern auf dem Meereis, Pond Inlet (1995)

Eine positive Entwicklung sowohl auf wirtschaftlichem wie auf kulturellem Gebiet erhoffen sich die Inuit im Nordosten Kanadas von der Bildung des Territoriums Nunavut, das seit 1. April 1999 besteht und von den Inuit selbst verwaltet wird; da es sich um ein Territorium und nicht um eine Provinz handelt, sind die rechtlichen Kompetenzen der Regierung Nunavuts allerdings eingeschränkt, und die Abhängigkeit von der Bundesregierung ist hoch. Besonderer Wert wird hier auf die Pflege von Inuit-Kultur und -Tradition gelegt.
Daneben gibt es auch staatenübergreifende Bewegungen, welche die Kultur der Inuit bewahren und ihre politischen Forderungen koordinieren sollen, z. B. das Inuit Circumpolar Council (ICC). Als sehr bedeutsames Problem wird die globale Erwärmung angesehen, die vor allem das traditionelle Leben der Inuit wesentlich verändern wird, da sich die Tier- und Pflanzenwelt dadurch verändert. Die Regierung des Territoriums Nunavut, allen voran Premierminister Paul Okalik, zeigt daher essentielles Interesse daran, wie sich das Kyoto-Protokoll weiterentwickeln und seine Ziele erreichen wird.

## Autonomie und Selbstverwaltung
Mit der Dekolonisationsphase Grönlands, die etwa 1950 begann, kam es zu einer explosionsartigen Modernisierung des Landes, bei der sich die Zahl der in Grönland arbeitenden Dänen verzehnfachte; die sozialen Probleme der Inuit jedoch gleichzeitig immer größer wurden. Dies führte zu einem zunehmenden politischen Engagement der Kalaallit, wie sich die grönländischen Inuit nennen. Da sie nach wie vor mit über 90 % die Bevölkerungsmehrheit stellen und sich Dänemark als demokratisches Land, Mitglied der Europäischen Gemeinschaft und des Nordischen Rates für Autonomiebestrebungen offen zeigte, erhielt Kalaallit Nunaat (wie Grönland seither offiziell heißt) 1979 ein eigenes Parlament und eine Regierung. In den folgenden Jahrzehnten konnten die Grönländer ihre Territorialautonomie weiter ausbauen. Bis zur Jahrtausendwende verstärkten sich die sozialen Probleme im Zuge der weiterhin von Dänemark ausgehenden Urbanisierung dennoch, sodass es 2009 zur Selvstyre („Selbstverwaltung“) kam, die unter anderem das Recht an den eigenen Rohstoffen ermöglicht. Nur die Verteidigungs- und Außenpolitik ist noch in der Hand der dänischen Regierung. Darüber hinaus könnten die Grönländer heute jederzeit per Volksabstimmung ihre Unabhängigkeit beschließen.
Nach dem Vorbild Grönlands kam es auch in Kanada seit den 1980er Jahren zu Autonomiebestrebungen der Inuit. Im Laufe der Zeit wurden eine Reihe von umfassenden Landnutzungsverträgen ausgehandelt, die bis heute zu vier „Inuit-Territorien“ mit jeweils unterschiedlichen Formen und Graden regionaler Autonomie und Selbstverwaltungseinrichtungen führten. Während die Gründung des neuen Territoriums Nunavut das bekannteste Beispiel für diesen Trend ist, haben Inuit in den Regionen Nunavik (Québec), der Inuvialuit (Nordwest-Territorien) und Nunatsiavut (Labrador) ebenfalls Landrechtsansprüche als Grundlage für die Entwicklung von Institutionen der Selbstverwaltung geltend gemacht. Der Unterschied zwischen diesen Regionen und Nunavut besteht jedoch darin, dass sie territorial und politisch in bestehende Einheiten der kanadischen Föderation eingebettet sind, ohne die territoriale Integrität des Staates in Frage zu stellen. Trotz der vielen Gemeinsamkeiten und Verbindungen zwischen diesen Regionen unterscheiden sie sich in Bezug auf die Struktur und Entwicklung ihrer jeweiligen Selbstverwaltungssysteme erheblich. Bezüglich des Ausmaßes an Indigener Autonomie und Selbstverwaltung im internationalen Vergleich gelten Grönland und Nunavut als positive Vorbilder.

### Soziale Probleme
Die kulturellen Umwälzungen gelten als einer der Hauptfaktoren für die vielfältigen sozialen Probleme unter den Inuit-Völkern in den letzten Jahrzehnten. Dies zeigt sich unter anderem daran, dass die Gebiete, in denen heute noch größtenteils Inuit leben, zu jenen mit den höchsten Suizidraten der Welt gehören. So hatte Grönland von 1985 bis 2012 eine durchschnittliche Suizidrate von 83 pro 100.000 Einwohnern pro Jahr, in Nunavut lag diese für die Jahre 1986 bis 1996 bei 77,9. Zum Vergleich: Litauen ist der einzige unabhängige Staat der Welt, in dem diese Rate im Durchschnitt der Jahre 1978 bis 2009 überhaupt bei über 30 lag. Des Weiteren sind auch beispielsweise Depressionen, Alkohol- und Nikotinmissbrauch (auch schon im jungen Alter und während der Schwangerschaft) und dessen Folgen, sexueller Missbrauch (vor allem minderjähriger Mädchen) und Unterernährung (auch von Kindern) weit verbreitete Probleme, welche auch 2019 noch bestanden.
Von 2014 bis 2019 hat Jacques Viens, Richter im Ruhestand, im Auftrag der Provinzregierung von Quebec eine Untersuchung durchgeführt. Vertreter der Indigenen kritisieren den Report als zu oberflächlich, nicht an die Wurzeln gehend.

## Rezeption
Im Oktober 2015 erhielt die kanadische Inuit-Aktivistin Sheila Watt-Cloutier „für ihren lebenslangen Einsatz für die Rechte der Inuit und für den Erhalt ihrer Lebensgrundlage und Kultur, die vom Klimawandel akut bedroht sind“ den Right Livelihood Award („Alternativer Nobelpreis“), zusammen mit dem Volk der Marshallinseln und seinem Außenminister Tony de Brum, dem italienischen Chirurgen und Friedensaktivisten Gino Strada sowie der ugandischen Menschenrechtsaktivistin Kasha Jacqueline Nabagesera.

## Einzelne Gruppen der Inuit

### Grönland
- Inughuit
- Kitaamiut
- Nordostgrönländer
- Tunumiit

### Kanada
- Netsilik